# Ritchie Nicholls
Pour les articles homonymes, voir Nicholls.
Ritchie Nicholls, né le 12 juillet 1987 à Montrose est un duathlète et triathlète professionnel écossais, multiple vainqueur sur distance Ironman 70.3.

## Biographie
En mars 2016, Ritchie Nicholls épouse la triathlète professionnelle irlandaise Eimear Mullan.

## Palmarès
Le tableau présente les résultats les plus significatifs (podium) obtenus sur le circuit international de duathlon et de triathlon depuis 2010,.
| Année | Compétition                                  | Pays        | Position           | Temps           |
| ----- | -------------------------------------------- | ----------- | ------------------ | --------------- |
| 2017  | Powerman Thailand                            | Thaïlande   | Médaille d'argent  | 2 h 46 min 46 s |
| 2015  | Ironman 70.3 Norvège                         | Norvège     | Médaille d'or      | 3 h 52 min 3 s  |
| 2015  | Challenge Fuerteventura                      | Espagne     | Médaille d'argent  | 3 h 57 min 13 s |
| 2014  | Ironman 70.3 Royaume-Uni                     | Royaume-Uni | Médaille de bronze | 4 h 26 min 32 s |
| 2014  | Challenge Sardinia                           | Italie      | Médaille d'argent  | 3 h 57 min 13 s |
| 2013  | Ironman 70.3 Royaume-Uni                     | Royaume-Uni | Médaille d'or      | 4 h 15 min 4 s  |
| 2013  | Ironman 70.3 Allemagne                       | Allemagne   | Médaille d'or      | 3 h 56 min 55 s |
| 2013  | Ironman 70.3 Norvège                         | Norvège     | Médaille d'argent  | 3 h 50 min 38 s |
| 2013  | Triathlon EDF Alpe d'Huez                    | France      | Médaille d'or      | 5 h 40 min 1 s  |
| 2012  | Coupe panaméricain - l'étape de Vina del Mar | Chili       | Médaille d'or      | 1 h 43 min 53 s |
| 2011  | Londres Triathlon                            | Royaume-Uni | Médaille d'or      | Timing          |
| 2010  | Coupe d'Europe - l'étape de Strathclyde      | Royaume-Uni | Médaille d'or      | 1 h 50 min 34 s |